# Tucayaca
Tucayaca is een geslacht van rechtvleugeligen uit de familie veldsprinkhanen (Acrididae). De wetenschappelijke naam van dit geslacht is voor het eerst geldig gepubliceerd in 1920 door Bruner.

## Soorten
Het geslacht Tucayaca omvat de volgende soorten:
- Tucayaca aquatica Bruner, 1922
- Tucayaca biserrata Roberts, 1977
- Tucayaca coeruleipes Roberts, 1977
- Tucayaca gracilis Giglio-Tos, 1897
- Tucayaca parvula Roberts, 1977